# Bildindex der Kunst und Architektur
A Bildindex der Kunst und Architektur (Művészeti és Építészeti Képjegyzék) egy ingyenesen hozzáférhető képi adatbázis, amely 1,7 millió Németországban és Európában található műalkotásról és épületről 2,2 millió fényképet tartalmaz.
Az adatbank üzemeltetője a Deutsche Dokumentationszentrum für Kunstgeschichte – Bildarchiv Foto Marburg (a Német Művészettörténeti Dokumentációs Központ – Marburgi Fotó Archívum). Az állomány a partnerek tevékenysége és az újonnan csatlakozó intézmények folytán folyamatosan bővül.
A saját állományokon túl 80 partnerintézet 1 millió képe is elérhető online. 1977 és 2008 között a Bildarchiv Foto Marburg 15 különböző intézménytől származó 1,4 millió fényképet tett közzé mikrofilmen “Marburger Index – Inventar der Kunst in Deutschland” (Marburgi Jegyzék – Németországi Művészeti Gyűjtemény) néven. A képi jegyzék mai alapját ezeknek a microfilm-felvételeknek a digitális reprodukciói és további 300 ezer, a művészet és az építészet körébe sorolt, Egyiptomból, Örményországból, Belgiumból, Hollandiából, Franciaországból, Görögországból, Olaszországból, Ausztriából, Portugáliából, Spanyolországból és Svájcból származó mikrofilm-publikáció alkotja, amelyet kiegészít még fél millió fényképről készített digitális másolat, illetve partnerintézetek  eredeti digitális felvételei.

## Fordítás
Ez a szócikk részben vagy egészben  a   Bildindex der Kunst und Architektur című német Wikipédia-szócikk ezen változatának fordításán alapul.  Az eredeti cikk szerkesztőit annak laptörténete sorolja fel. Ez a jelzés csupán a megfogalmazás eredetét és a szerzői jogokat jelzi, nem szolgál a cikkben szereplő információk forrásmegjelöléseként.